# 劉晟 (正統進士)
劉晟（1417年—？），字景隆，山西大同府懷仁縣人，明朝政治人物。

## 生平
順天府鄉試第十七名。正統四年（1439年）己未科會試第四十七名，殿試登進士第三甲第八名。以子貴封戶部郎中。

## 家族
曾祖劉旺。祖父劉文義。父劉清，前行在鴻臚寺右寺丞。
子劉道，孫劉宓，皆進士。